# Robin Nelisse
Robin Nelisse (Rotterdam, 25 gennaio 1978) è un ex calciatore olandese, di ruolo attaccante.

## Carriera

### Club
Cresciuto nel Feyenoord, nel 1997 ha debuttato in prima squadra. Dopo due stagioni con il Feyenoord, nel 2000 si è trasferito al Cambuur. Dopo una buona stagione al Cambuur (15 reti in 37 presenze), nel 2001 è stato acquistato dall'AZ Alkmaar. Ha militato nelle file dell'AZ fino al 2005, totalizzando 56 reti in 176 presenze. Nel 2005 si è trasferito all'Utrecht. Ha militato nel club biancorosso per tre stagioni, totalizzando 89 presenze e 30 reti. Nel 2008 si è trasferito in Austria, al Salisburgo. Il 20 gennaio 2011 ha risolto consensualmente il proprio contratto con il Salisburgo.

### Nazionale
È stato convocato per la prima volta in Nazionale nel febbraio 2008. Ha debuttato il 6 febbraio 2008, in Nicaragua-Antille Olandesi (0-1). Con la selezione delle Antille Olandesi è sceso in campo anche nell'incontro Haiti-Antille Olandesi (0-1) del 23 giugno 2008.

## Statistiche

### Presenze e reti nei club
| Stagione          | Squadra           | Campionato        | Campionato | Campionato | Coppe nazionali | Coppe nazionali | Coppe nazionali | Coppe continentali | Coppe continentali | Coppe continentali | Altre coppe | Altre coppe | Altre coppe | Totale | Totale |
| Stagione          | Squadra           | Comp              | Pres       | Reti       | Comp            | Pres            | Reti            | Comp               | Pres               | Reti               | Comp        | Pres        | Reti        | Pres   | Reti   |
| ----------------- | ----------------- | ----------------- | ---------- | ---------- | --------------- | --------------- | --------------- | ------------------ | ------------------ | ------------------ | ----------- | ----------- | ----------- | ------ | ------ |
| 1997-1998         | Feyenoord         | E                 | 9          | 3          | KNVBB           | 1               | 0               | UCL                | 1                  | 0                  | -           | -           | -           | 11     | 3      |
| 1998-1999         | Feyenoord         | E                 | 5          | 1          | KNVBB           | 1               | 0               | UEFA               | 0                  | 0                  | -           | -           | -           | 6      | 1      |
| Totale Feyenoord  | Totale Feyenoord  | Totale Feyenoord  | 14         | 4          |                 | 2               | 0               |                    | 1                  | 0                  |             | -           | -           | 17     | 4      |
| 1999-2000         | Cambuur           | E                 | 34         | 12         | KNVBB           | 3               | 3               | -                  | -                  | -                  | -           | -           | -           | 37     | 15     |
| 2000-2001         | AZ Alkmaar        | E                 | 32         | 16         | KNVBB           | 4               | 5               | -                  | -                  | -                  | -           | -           | -           | 36     | 21     |
| 2001-2002         | AZ Alkmaar        | E                 | 33         | 13         | KNVBB           | 3               | 2               | -                  | -                  | -                  | -           | -           | -           | 36     | 15     |
| 2002-2003         | AZ Alkmaar        | E                 | 33         | 6          | KNVBB           | 0               | 0               | -                  | -                  | -                  | -           | -           | -           | 33     | 6      |
| 2003-2004         | AZ Alkmaar        | E                 | 31         | 6          | KNVBB           | 1               | 0               | -                  | -                  | -                  | -           | -           | -           | 32     | 6      |
| 2004-2005         | AZ Alkmaar        | E                 | 26         | 6          | KNVBB           | 1               | 0               | UEFA               | 12                 | 2                  | -           | -           | -           | 39     | 8      |
| Totale AZ Alkmaar | Totale AZ Alkmaar | Totale AZ Alkmaar | 155        | 47         |                 | 9               | 7               |                    | 12                 | 2                  |             | -           | -           | 176    | 56     |
| 2005-2006         | Utrecht           | E                 | 32         | 9          | KNVBB           | 0               | 0               | -                  | -                  | -                  | -           | -           | -           | 32     | 9      |
| 2006-2007         | Utrecht           | E                 | 18+1       | 3+0        | KNVBB           | 0               | 0               | -                  | -                  | -                  | -           | -           | -           | 19     | 3      |
| 2007-2008         | Utrecht           | E                 | 33+2       | 16+1       | KNVBB           | 1               | 0               | CI                 | 2                  | 1                  | -           | -           | -           | 38     | 18     |
| Totale Utrecht    | Totale Utrecht    | Totale Utrecht    | 86         | 29         |                 | 1               | 0               |                    | 2                  | 1                  |             | -           | -           | 89     | 30     |
| 2008-2009         | Salisburgo        | BL                | 32         | 12         | OFBC            | 3               | 1               | UEFA               | 5                  | 1                  | -           | -           | -           | 40     | 14     |
| 2009-2010         | Salisburgo        | BL                | 8          | 1          | OFBC            | 3               | 2               | UCL+EL             | 4+4                | 1+0                | -           | -           | -           | 19     | 4      |
| 2010-gen. 2011    | Salisburgo        | BL                | 0          | 0          | OFBC            | 0               | 0               | UCL+EL             | 0+0                | 0+0                | -           | -           | -           | 0      | 0      |
| Totale Salisburgo | Totale Salisburgo | Totale Salisburgo | 40         | 13         |                 | 6               | 3               |                    | 13                 | 2                  |             | -           | -           | 59     | 18     |
| Totale carriera   | Totale carriera   | Totale carriera   | 329        | 105        |                 | 21              | 13              |                    | 28                 | 5                  |             | -           | -           | 378    | 123    |

### Cronologia presenze e reti in nazionale
| Cronologia completa delle presenze e delle reti in nazionale ― Antille Olandesi | Cronologia completa delle presenze e delle reti in nazionale ― Antille Olandesi | Cronologia completa delle presenze e delle reti in nazionale ― Antille Olandesi | Cronologia completa delle presenze e delle reti in nazionale ― Antille Olandesi | Cronologia completa delle presenze e delle reti in nazionale ― Antille Olandesi | Cronologia completa delle presenze e delle reti in nazionale ― Antille Olandesi | Cronologia completa delle presenze e delle reti in nazionale ― Antille Olandesi | Cronologia completa delle presenze e delle reti in nazionale ― Antille Olandesi |
| Data                                                                            | Città                                                                           | In casa                                                                         | Risultato                                                                       | Ospiti                                                                          | Competizione                                                                    | Reti                                                                            | Note                                                                            |
| ------------------------------------------------------------------------------- | ------------------------------------------------------------------------------- | ------------------------------------------------------------------------------- | ------------------------------------------------------------------------------- | ------------------------------------------------------------------------------- | ------------------------------------------------------------------------------- | ------------------------------------------------------------------------------- | ------------------------------------------------------------------------------- |
| 6-2-2008                                                                        | Managua                                                                         | Nicaragua                                                                       | 0 – 1                                                                           | Antille Olandesi                                                                | Qual. Mondiali 2010                                                             | -                                                                               |                                                                                 |
| 23-6-2008                                                                       | Willemstad                                                                      | Antille Olandesi                                                                | 0 – 1                                                                           | Haiti                                                                           | Qual. Mondiali 2010                                                             | -                                                                               |                                                                                 |
| Totale                                                                          |                                                                                 | Presenze                                                                        | 2                                                                               |                                                                                 | Reti                                                                            | 0                                                                               |                                                                                 |

## Palmarès

### Club

#### Competizioni nazionali
- Campionato austriaco: 2

Red Bull Salisburgo: 2008-2009, 2009-2010